# Kees Vlaardingerbroek

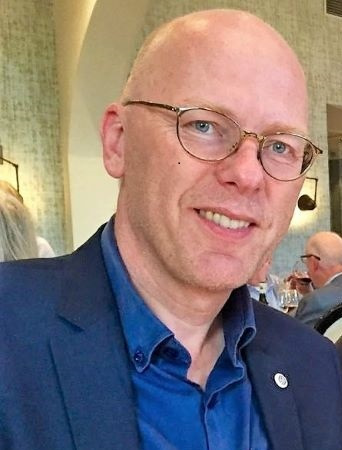
Kees Vlaardingerbroek (2018)

Leo Cornelis „Kees“ Vlaardingerbroek (* 9. Juni 1962 in Ermelo, Niederlande) ist ein niederländischer Musikwissenschaftler, ehemaliger künstlerischer Leiter der NTR ZaterdagMatinee (eine Samstagnachmittags-Konzertreihe im Concertgebouw (Amsterdam), 2006–2023), wie auch der anderen Konzertreihen des niederländischen öffentlich-rechtlichen Rundfunks (Nederlandse Publieke Omroep, NPO), des Netherlands Radio Philharmonic Orchestra (Radio Filharmonisch Orkest) und des Netherlands Radio Choir.

## Leben und Werk
Kees Vlaardingerbroek machte seinen Magister in Musikwissenschaften an der Rijksuniversiteit Utrecht (heute: Universiteit Utrecht) im Jahre 1986. In den Nebenfächern studierte er Kunstgeschichte, Italienisch und Philosophie. Von 1986 bis 1987 forschte er am Collegio dei Fiamminghi in Bologna.
Er betätigte sich als Musikjournalist und Übersetzer aus dem Italienischen, Französischen, Englischen und Deutschen, schrieb u. a. für die Zeitschriften Vrij Nederland und Luister und gehörte der Redaktion von Mens en Melodie an. Ferner war er einige Jahre lang Musikkritiker der Tageszeitung Het Parool. Seine Forschungen auf dem Gebiet der italienischen und niederländischen Musikgeschichte resultierten in wissenschaftlichen Artikeln u. a. in Music & Letters, Studi vivaldiani und Recercare. In Zusammenarbeit mit Rudolf Rasch gab er das Buch Unico Wilhelm van Wassenaer. Componist en staatsman (Zutphen, 1993) heraus.
Nach Arbeiten als Radioprogrammgestalter und Redakteur bei der VARA-Matinee (heute: NTR ZaterdagMatinee) (1990–1996) war Kees Vlaardingerbroek Programmeur-Produzent von Konzerten klassischer Musik für die Algemene Vereniging Radio Omroep (1996–1998). Von 1998 bis 2006 war er als Chef der Programmgestaltung und künstlerischer Leiter am Konzert- und Kongresszentrum de Doelen in Rotterdam tätig. Dort war er verantwortlich für die rund 250 Konzerte, die de Doelen jährlich in eigener Regie organisiert. Die 150 klassischen Konzerte wurden dabei von ihm persönlich programmiert.
Ab 1. März 2006 war Kees Vlaardingerbroek künstlerischer Leiter der Konzertreihen des niederländischen öffentlich-rechtlichen Rundfunks und Programmgestalter der NTR ZaterdagMatinee, einer Samstagnachmittags-Konzertreihe im Koninklijk Concertgebouw in Amsterdam. Diese Konzerte werden im NPO Radio 4 live übertragen. Rund ein Viertel der Konzerte wird vom NTR für das Fernsehen übernommen und ausgestrahlt.
Im August 2013 fusionierten die Abteilung Levende Muziek (Livemusik) von Radio 4 (NTR und AVROTROS) und das Orchester und der Chor des Rundfunkmusikzentrums (Muziekcentrum van de Omroep, MCO) zur Stiftung Rundfunkmusik (Stichting Omroep Muziek, SOM). Seither ist Kees Vlaardingerbroek künstlerischer Leiter dieser Organisation. Seine bestehende Funktion wurde damit um die künstlerische Verantwortung für das Netherlands Radio Philharmonic Orchestra und das Netherlands Radio Choir (Groot Omroepkoor, GOK) erweitert.
Wegen bevorstehender „struktureller Einschnitte“ trat Vlaardingerbroek zum 1. April 2023 als Leiter der Reihe ZaterdagMatinee zurück.
Im April 2023 konvertierte der protestantische Vlaardingerbroek zusammen mit seiner Tochter Eva zum Katholizismus.

## Nebenaktivitäten
- Mitglied der Musikkommission des Prins Bernhard Cultuurfonds (2008–2016)
- Mitglied der Stipendiumskommission des niederländischen Fonds für Amateurkunst und Podiumkünste (Fonds voor de Amateurkunst en de Podiumkunsten, siehe auch Nachfolgeorganisation Fonds Podiumkunsten) (2003–2011)
- Vorstandsmitglied des Alphons Diepenbrock-Fonds (2003–2014)
- Seit 2003 regelmäßiges Forumsmitglied des Radioprogramms Diskotabel
- Jurymitglied beim Edison Classical Music Award 2001 und 2002, 2005 und 2006
- Künstlerischer Berater von Ensembles wie dem Combattimento Consort und den Amsterdamse Bachsolisten (1988–1990)